# استروود (لوئیزیانا)
استروود (به انگلیسی: Estherwood) شهری در ایالت لوئیزیانا کشور ایالات متحده آمریکا است که جمعیت آن در سرشماری سال ۲۰۱۰ میلادی، ۸۸۹ نفر بوده‌است.